# Marco Damgaard
Marco Anders Damgaard (født 23. januar 1985 på Vesterbro) er en dansk folkeskolelærer og politiker, der siden 2. januar 2025 har været borgmester i Herlev Kommune, valgt for Socialdemokratiet.
Marco Damgaard er uddannet lærer fra Blågård Seminarium. Han var fra 2017 og indtil sin tiltræden som borgmester skoleleder ved Tingbjerg Skole.
Politisk debuterede han som medlem af Herlev Kommunalbestyrelse i 2018 og har blandt andet været formand for børne- og uddannelsesudvalget.
Han har desuden været formand for Socialdemokratiets uddannelsesudvalg, ligesom han har været med i formandskabet for det af undervisningsministeren udpegede Rådet for Børns Læring. Han var desuden i en kort periode i 2024 opstillet til Folketinget for Socialdemokratiet.
Marco Damgaard overtog borgmesterposten efter Thomas Gyldal Petersen.
Hans farfar var Jørgen Jensen (1927-2007), der var formand for Danmarks Lærerforening fra 1972 til 1984.